# Hadrianów
Hadrianów – przysiółek wsi Baszków w Polsce położony w województwie wielkopolskim, w powiecie krotoszyńskim, w gminie Zduny.
W latach 1975–1998 przysiółek należał administracyjnie do województwa kaliskiego.

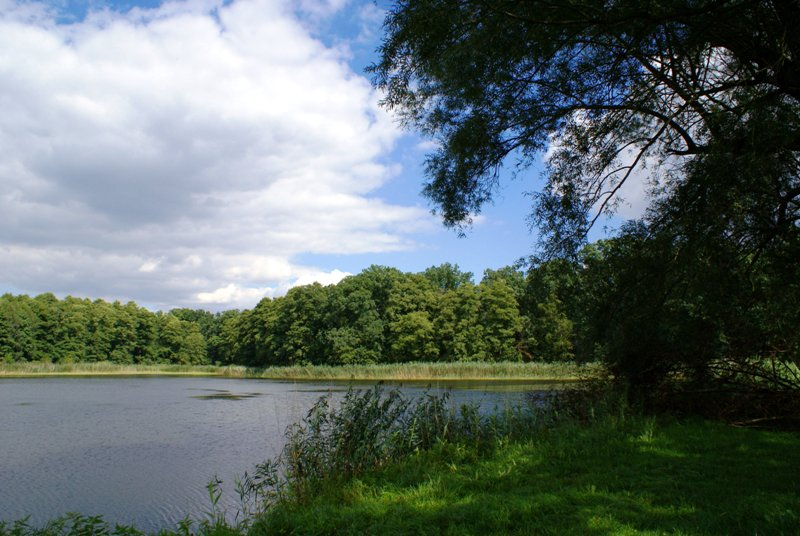
Staw Praczków